# Albizia tenuiflora
Albizia tenuiflora là một loài thực vật có hoa trong họ Đậu. Loài này được (Benth.) F. Muell. miêu tả khoa học đầu tiên năm 1875.